# توم بريسكو
توم بريسكو (بالإنجليزية: Tom Briscoe)‏ هو لاعب دوري الرغبي بريطاني، ولد في 19 مارس 1990 في Featherstone ‏ في المملكة المتحدة.

## روابط خارجية
- توم بريسكو على موقع ItsRugby.co.uk (الإنجليزية)